# Anna Manahan
Anna Maria Manahan (Contea di Waterford, 18 ottobre 1924 – Waterford, 8 marzo 2009) è stata un'attrice irlandese, attiva soprattutto in campo teatrale e apprezzata interprete delle opere dei suoi compatrioti Sean O'Casey, Oscar Wilde, Martin McDonagh e Brian Friel.
Nel 1957 interpretò Serafina nella prima produzione irlandese del dramma di Tennessee Williams La rosa tatuata; la pièce, in scena al Pike Theatre di Dublino, fu accusata di essere indecente per la presenza di un preservativo in scena e l'intero cast, inclusa Manahan, fu arrestato. Il regista Alan Simpson fu trattenuto dalla polizia, un fatto che suscitò reazioni indignate in numerosi intellettuali, tra cui Samuel Beckett e Brendan Behan.
Nel 1997 recitò a Broadway nella commedia nera di Martin McDonagh The Beauty Queen of Leenane e per la sua performance nel ruolo di Mag vinse il Tony Award alla miglior attrice non protagonista in uno spettacolo.

## Filmografia parziale

### Cinema
- Schiavo d'amore, regia di Bryan Forbes e Ken Hughes (1964)
- Il mistero di Jo Locke, il sosia e miss Britannia '58 (Hear My Song), regia di Peter Chelsom (1991)
- Un uomo senza importanza (A Man of No Importance), regia di Suri Krishnamma (1994)

### Televisione
- Z Cars - serie TV, 2 episodi (1967)

### Doppiaggio
- Charlie - Anche i cani vanno in paradiso (All Dogs Go to Heaven), regia di Don Bluth (1989)